# Joho (Bawang)
Joho is een bestuurslaag in het regentschap Banjarnegara van de provincie Midden-Java, Indonesië. Joho telt 2120 inwoners (volkstelling 2010).